# تضيق نخاعي عنقي
التضيق النخاعي العنقي (بالإنجليزية: Cervical spinal stenosis) هو أحد أمرض العظام يشمل تضييق النفق الفقري عند مستوى الرقبة. غالبا ما يكون بسبب تنكس مزمن، لكن قد يكون خلقي أيضاً. غالباُ ما يكون العلاج جراحياُ.

## نظرة عامة

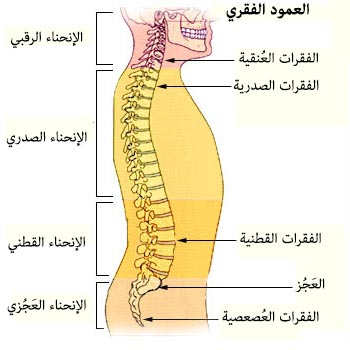
العمود الفقري للإنسان

إن التضيق النخاعي العنقي أحد أكثر أشكال التضيق النخاعي انتشاراً، إضافة إلى التضيق النخاعي القَطَنِيّ (الذي يظهر في جزء أسفل الظهر بدلاً من العنق). التضيق النخاعي الصَدْرِيّ في الجزء الأوسط من الظهر هو الأقل انتشاراً بكثير. التضيق النخاعي العنقي قد يكون أخطر بكثير بانضغاط الحبل النخاعي (الحبل الشوكي). يقود تضيق القناة العنقية إلى أعراض خطيرة كضعف رئيسي للجسم وشلل. إن أعراض وخيمة كهذه للتضيق النخاعي العنقي تكون في الواقع غائبة في التضيق القَطَنِيّ لأن الحبل النخاعي ينتهي عند الطرف العلوي للعمود الفقري القَطَنِيّ - الواقع أسفل الظهر- لدى البالغين، مع استمرار إضافي لجذور أعصاب (ذَنَبُ الفَرَس) إلى الأسفل. إن التضيق النخاعي العنقي حالة تشمل تضيق النفق الفقري عند مستوى الرقبة. غالبا ما يكون بسبب تنكس مزمن، لكن قد يكون أيضا خِلقِيّاً أورَضْحِيّاً. غالباُ ما يكون العلاج جراحياُ.

## العلاج

### العلاج الغير جراحي
العلاجات الغير جراحية تشمل:
- التثقيف حول مسار الحالة وكيفية التخلص من الأعراض.
- علاجات للتخلص من الألم والالتهاب، مثل باراسيتامول (أسيتامينوفين)، مضادات الالتهاب اللاستيرويدية (NSAIDs).
- التمرن للمحافظة على أو تحقيق صحة جيدة. التمارين الهوائية كركوب دراجة هوائية ثابتة مما يسمح لنحف تقدميّ أو المشي أو السباحة للتخفيف من الأعراض.
- فقدان الوزن لإزالة الأعراض وإبطاء تقدم التضيّق.
- العلاج الفيزيائي لتوفير التثقيف والتعْلِيْمَة ودعم العناية الشخصية. يوجه العلاج الفيزيائي إلى تمارين الشد والقوة التي من الممكن أن تقود إلى تقليل الألم والأعراض أخرى.[5]

### الجراحة
العلاجات الجراحية تشمل:
- استئصال القرص بين الفقرات الرقبية الأمامية ودمجها - علاج جراحي لكبس جذور الأعصاب أو الحبل الشوكي عن طريق إزالة انضغاط الحبل النخاعي وجذور الأعصاب للعمود الفقري الرقبي بواسطة استئصال القرص بين الفقرات من أجل تثبيت الفقرة المقابلة.
- رأب الصحيفة -  عملية جراحية تزيل الضغط الواقع على الحبل النخاعي بقطع الصحيفة على كلا جانبي الـفقرة المصابة (قطع خلال جانب واحد، وقطع تَلَم على الجانب الآخر) ثم «أرجحة» السديلة المحررة للعظم المفتوح.
- استئصال الصحيفة - عملية جراحية يتم فيها استئصال أو تقليص صحيفة الفقرة لتوسيع النفق الفقريو خلق مساحة أكبر للـأعصاب الشوكية و الحويصلة الغمدية.[6]